# アポロ440
アポロ440（アポロ・フォー・フォーティー、Apollo 440またはApollo Four Forty、@440）は、1990年にリヴァプールで結成されたイングランドの電子音楽グループである。このグループは、5枚のスタジオ・アルバムを作成、録音、プロデュースし、その他のアーティストと共にコラボレーションしたりプロデュースを行い、アポロ440として、またアンビエント・シネマティック・オルタ・エゴ・ステルス・ソニック・オーケストラとしてリミックスを担当し、映画やテレビ、広告、マルチメディアに向けて音楽を作成した。彼らは10作に及ぶ全英トップ40シングルを生み、そのうち3作でトップ10を叩き出し、世界中のチャートで存在感を示してきた。
その名称は、ギリシャ神アポロとコンサート・ピッチの周波数に由来する。ちなみに、しばしば中央ハのすぐ上のイである一点イを周波数440Hzとすることを「A440」と呼び、シーケンシャル・サーキットのサンプラー/シーケンサーに「スタジオ440」がある。彼らは1996年に「Apollo 440」から「Apollo Four Forty」へと表記を変更させたが、最新アルバムで元に戻している。現在まで、アポロ440によるリミックスは、U2から、P・ディディ/ジミー・ペイジ、エンニオ・モリコーネに及ぶ。彼らのステルス・ソニック・オーケストラとしてのリミックスの中には、一連のマニック・ストリート・プリーチャーズのシングルがある。

## 略歴
アポロ440は、トレヴァーとハワード・グレイの兄弟と、仲間のリヴァプール人であるノコと、ジェームズ・ガードナーとで結成された。ガードナーはファースト・アルバムのレコーディング後に脱退した。全メンバーが歌い、サンプリング、エレクトロニクス、コンピューター・ベースのサウンドを大量に盛り込んでいる。
ロンドンのカムデン地区に拠点を移した後、アポロ440は1994年にデビュー・アルバム『ミレニアム・フィーヴァー』をレコーディングし、1995年1月30日に独自の「Stealth Sonic Recordings」レーベル（配給はエピック・レコード）からリリースした。ロック、ブレイクビーツ、アンビエンターといった音楽の組み合わせにより、レコード・チャートやダンスフロアで成功を収めている。
このバンドは、イギリスでシングル「Liquid Cool」がリリースされるまで、リミックスでしか知られていなかった。そして、シングル「Krupa」と「Ain't Talkin' 'bout Dub」で成功するまで、彼ら自身の音楽的な努力が国際的に注目を集めることはなかった。特に後者のシングルは、アポロ440が脚光を浴びるのに大きく貢献した。
2007年、バンドは故ビリー・マッケンジーへのトリビュート・ギグを行った。
アポロ440の5枚目のアルバムである『The Future's What It Used to Be』は、2012年3月23日よりiTunes Storeからダウンロードできるようになった。
長年にわたるコラボレーターには、ジェフ・ベック、ジャン・ミッシェル・ジャール、ビリー・マッケンジー、イアン・マッカロク、布袋寅泰が含まれている。
現在、バンドはロンドンのイズリントンへと、再び拠点を移した（愛情を込めて「アポロ・コントロール」とラベル付けされている）。

## ディスコグラフィ

### スタジオ・アルバム
- 『ミレニアム・フィーヴァー』 - Millennium Fever (1994年、Stealth Sonic/Epic)
- 『エレクトロ・グライド・イン・ブルー』 - Electro Glide in Blue (1997年、Stealth Sonic/Epic)
- 『ゲッティン・ハイ・オン・ユア・オウン・サプライ』 - Gettin' High on Your Own Supply (1999年、Stealth Sonic/Epic)
- 『デュード・ディセンディング・ア・ステアケース』 - Dude Descending a Staircase (2003年、Stealth Sonic/Epic)
- The Future's What It Used to Be (2012年、Stealth Sonic/Reverb)

### シングル、EP
- "Lolita" (1991年)
- "Destiny" (1991年)
- "Blackout" (1992年)
- Rumble EP (1993年)
- 「アストラル・アメリカ」 - "Astral America" (1994年) ※全英36位
- "Liquid Cool" (1994年) ※全英35位
- "(Don't Fear) The Reaper" (1995年) ※全英35位
- "Krupa" (1996年) ※全英23位
- "Ain't Talkin' 'bout Dub" (1997年) ※全英7位
- 「ロウ・パゥワー」 - "Raw Power" (1997年) ※全英32位
- "Carrera Rapida" (1997年)
- "Rendez-Vous 98" (1998年) ※with ジャン・ミッシェル・ジャール。全英12位
- 「ロスト・イン・スペースのテーマ」 - "Lost in Space" (1998年) ※全英4位
- 「ストップ・ザ・ロック」 - "Stop the Rock" (1999年) ※全英10位
- "Heart Go Boom" (1999年) ※全英57位
- "Charlie's Angels 2000" (2000年) ※全英29位
- "Say What?" (2001年) ※with 28 Days
- "Dude Descending a Staircase" (2003年) ※with The Beatnuts。全英58位
- A Deeper Dub EP (2011年)